# Hans-Ulrich Wiemer (Regisseur)
Hans-Ulrich „Uli“ Wiemer (* 2. August 1929 in Halle an der Saale; † 8. November 2012) war ein deutscher Filmregisseur auf dem Gebiet des Animationsfilms.

## Leben und Werk
Hans-Ulrich Wiemer wurde in Halle geboren und wuchs als jüngstes von drei Geschwistern in einem Reihenhaus am Stadtrand auf. Sein Vater arbeitete als Porzellanmaler und Grafiker. Von 1947 bis 1952 studierte Wiemer an der Kunstschule Burg Giebichenstein. In dieser Zeit lernte er seine spätere Ehefrau Christl Wiemer (1929–2021) kennen, mit der er drei Kinder bekam und bis zu seinem Tod zusammenblieb. Während der Ausbildung in Burg Giebichenstein knüpfte er zudem Kontakte zu späteren Weggefährten wie Klaus Georgi, Katja Georgi, Otto Sacher und Helmut Barkowsky. Mit den genannten Personen bildete er nach Abschluss des Studiums die Grafiker-Gemeinschaft »Wir Fünf«.
Ab dem 4. Januar 1954 war Wiemer als Trickzeichner am DEFA-Studio für populärwissenschaftliche Filme angestellt. 1955 zählte er zu den Mitbegründern des DEFA-Studios für Trickfilme in Dresden. Die folgenden 36 Berufsjahre verbrachte Wiemer am Studio: zunächst als Chefzeichner-Assistent, dann als Chefanimator sowie Regie-Beauftragter und schließlich als Regisseur.
Neben Filmen für das Kino, darunter eine Reihe von Episodenfilmen der populären Kasper und der Teufel-Serie, realisierte Wiemer unter anderem für die Akademie der Pädagogischen Wissenschaften der DDR und die DEWAG zahlreiche Auftragsproduktionen. Für seinen in Koproduktion mit dem Trickfilmstudio Hanoi in Vietnam gedrehten Zeichentrickfilm Flötenweise gewann er im Rahmen der fünften Ausgabe des Festivals Goldener Spatz 1987 ein Ehrendiplom der Fachjury.
Mit seiner Ehefrau lebte Wiemer in Pesterwitz. Im Zuge der Abwicklung des Studios wurde Wiemer mit 62 Jahren während laufender Dreharbeiten in den Vorruhestand geschickt. Ein weiteres Filmprojekt realisierte er nicht mehr. Nach seiner beruflichen Laufbahn engagierte er sich im Dorfclub des Ortes und war Redakteur sowie Gestalter der Bürgerzeitschrift „Dorfgeflüster“. Er starb 2012 im Alter von 83 Jahren.

## Filmografie (Auswahl)
- 1955: Die Geschichte vom Sparschweinchen (zusammen mit Klaus Georgi, Otto Sacher, Christl Wiemer und Helmut Barkowsky)
- 1957: Die Straße ist kein Spielplatz
- 1958: Alles für Willi's Wiesel
- 1959: Fuchs und Igel
- 1959: Abenteuer im All
- 1962: Der gelbe Dickbauch
- 1962: Hans Huckebein, der Unglücksrabe
- 1962: Das vergessene Bäumchen
- 1967: Die betrunkene Sonne
- 1969: Im Zirkus
- 1974: Kasper lernt zaubern
- 1975: Kasper und der Löwe
- 1977: Das gestörte Fest
- 1978: Heimlichkeiten
- 1978: Jeder singt auf seine Weise
- 1978: Manzipanzi
- 1979: Wer Sieben spricht, der lügt
- 1979: Holterdipolter Abend
- 1980: Das Hühnchen Katrinchen
- 1980: Die Zauberlaterne
- 1981: Die beiden Enten und der Frosch
- 1981: Der Jagderfolg
- 1982: Der Frosch im Bad
- 1984: Flötenweise
- 1987: Dreieinigkeit
- 1988: Mausi und Kilo auf dem Weihnachtsmarkt
- 1988: Mausi und Kilo sammeln Pilze
- 1989: Beschreibung eines Tigers